# Alverca do Ribatejo
Pour les articles homonymes, voir Alverca.
Alverca do Ribatejo est une ville du Portugal, située dans la municipalité de Vila Franca de Xira. Elle est localisée dans le district de Lisbonne et la Région de Lisbonne.

## Histoire

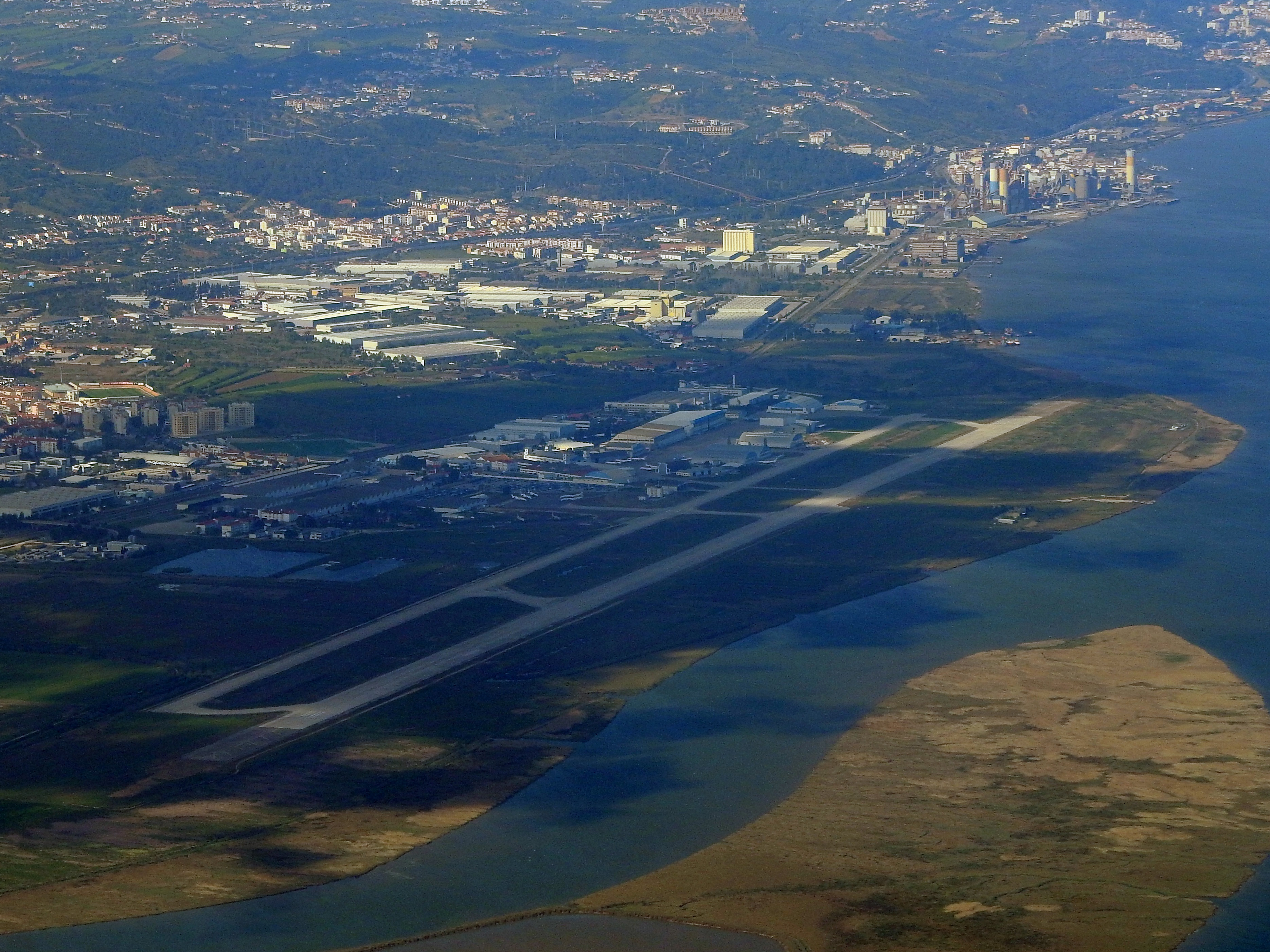
L'aéroport d'Alverca do Ribatejo.

Alverca a été fondée en 1160 et fut le siège d'une ville éteinte en 1855. La petite commune a été formée de Alverca et Santa Iria de Azóia et déclarée le 9 août 1990. La municipalité de Vila Franca de Xira a la possession du mouchão do Lombo do Tejo. Alverca est une ville en développement constant, avec plein de nouveaux aménagements attrayants. Alverca est un grand point de passage ferroviaire et automobile. Les grands monuments de la ville sont le Musée du Ar et l'Église du Pastorinhos, qui abrite le deuxième plus grand carillon d'Europe composé de 72 cloches et le sixième du monde. Une des caractéristiques d'Alverca est sa liaison avec l'histoire de la Force aérienne portugaise, qui y installa en 1919 un aérodrome militaire et les Ateliers généraux du matériel aéronautique (OGMA). C'est à Alverca qu'a fonctionné le premier aéroport international portugais, appelé Camp international d'atterrissage, qui a servi pour la ville de Lisbonne jusqu'en 1940. À partir de cette année-là, l'aéroport de Portela fut inauguré et a remplacé depuis le camp international d'Alverca.

## Géographie
Albergaria-a-Velha est limitrophe :
- au nord-ouest : Calhandriz
- a l'ouest : Bucelas
- au sud : Vialonga, Forte da Casa

## Sports
- Football : FC Alverca

## Patrimoines
- EN12 - 1 km Marco da IV Legua
- EN12 - 1 km Marco da VI Legua